# Endeis mollis
Endeis mollis är en havsspindelart som först beskrevs av Carpenter, G.H. 1904.  Endeis mollis ingår i släktet Endeis och familjen Endeididae. Inga underarter finns listade i Catalogue of Life.